# Кікбоксер 3: Мистецтво війни
Кікбоксер 3: Мистецтво війни (англ. Kickboxer 3: The Art of War) — американський бойовик 1992 року.

## Сюжет
Американський чемпіон з кікбоксингу Девід Слоан запрошений в екзотичний Ріо-де-Жанейро для участі в благодійному змаганні. Там він подружився з вуличною дівчиною Ларою, яку — з метою шантажу — викрав менеджер суперника Девіда. Чи зможе він врятувати Лару і стати переможцем? Або йому доведеться зробити інший вибір?

## У ролях
- Саша Мітчелл — Девід Слоан
- Денніс Чан — Сіань
- Річард Комар — Лейн
- Ной Вердузко — Маркос
- Алетеа Міранда — Ізабелла
- Мілтон Гонсалвіш — сержант
- Рікардо Петралія — Альберто
- Грасінду Джуніор — Піт
- Мігель Оніга — Марсело
- Леонор Готтліб — Маргарита
- Ренато Коутінью — Бранко
- Кейт Ліра — дружина Бранко
- Йен Джеклін — Мартіне

## Цікаві факти
- У фільмі не брав участі Жан-Клод Ван Дамм, який зіграв головну роль у першому фільмі і виступив сценаристом у другій частині.
- Саша Мітчелл і Денніс Чан були єдиними акторами з другого фільму.